# Río Poroma
Río Poroma är ett vattendrag i Bolivia.   Det ligger i departementet Chuquisaca, i den centrala delen av landet, 60 km norr om huvudstaden Sucre.
Omgivningen kring Río Poroma består i huvudsak av gräsmarker. Området är ganska tätbefolkat, med 72 invånare per kvadratkilometer.